# Way of life
「way of life」（ウェイ・オブ・ライフ）は、V6の32枚目のシングル。2007年12月12日にavex traxから発売された。

## 解説
前作『ジャスミン/Rainbow』から約7ヶ月ぶりのリリースとなる。
初回生産限定盤A（CD+DVD）・初回生産限定盤B（CD+特典CD）・通常盤（CD）の3形態でリリース。
7作連続、通算では19作目のオリコン週間1位を獲得した。また初動のみで前作の累計を上回った。

## 収録曲

### CD

#### 通常盤
1. way of life
作詞：Shihomi
作曲：Hiroo Yamaguchi
編曲：h-wonder
コーラスアレンジ：Hiroaki Suzuki
  - 岡田准一主演 フジテレビ系ドラマ『SP 警視庁警備部警護課第四係』主題歌
  - 岡田准一主演 東宝配給映画『SP THE MOTION PICTURE』主題歌
  - 坂本、井ノ原、岡田にソロパートがあり、坂本と岡田のパートが最も多い。
  - TBS系『学校へ行こう!MAX』テーマソング

PV撮影は茨城県笠間市の採石場で行なった。監督は牧鉄馬。
2. リスク
作詞：Shin Furuya
作曲・編曲：Miki Watanabe
コーラスアレンジ：Hiroaki Suzuki
  - フジテレビ系『VivaVivaV6』テーマソング
3. You Know?
作詞：KOMU
作曲：Hiroyuki Fujino
編曲：YU

#### 初回生産限定盤A/B
1. way of life
2. リスク
3. Liar
作詞：Tagata Mikiko
作曲：Hirofumi Hibino
編曲：Yasutaka Kume
コーラスアレンジ：Hiroaki Suzuki
初回生産限定盤Bのみ収録。

### DVD
※初回生産限定盤Aのみ
1. 「way of life」Live Clip
2. 「way of life」Document Clip

### 特典CD
※初回生産限定盤Bのみ
1. way of life [20th Century Version]
編曲：Kotaro Egami
2. way of life [Coming Century Version]
編曲：ats-
3. way of life [Piano Version]
編曲：Yugo Kanno
4. way of life [Orchestra Version]
編曲：Yasutaka Mizushima
5. way of life [BREAKBEATS Version]
編曲：Yoshiaki Fujisawa
6. way of life [TV EDIT Version]
7. way of life [instrumental]

## 収録アルバム
- 『READY?』（#1）
- 『SUPER Very best』（#1）